# Psathyrostachys
Psathyrostachys är ett släkte av gräs. Psathyrostachys ingår i familjen gräs.
Kladogram enligt Catalogue of Life:
| Psathyrostachys | \| \| Psathyrostachys caduca \| \| \| \| \| \| Psathyrostachys daghestanica \| \| \| \| \| \| Psathyrostachys fragilis \| \| \| \| \| \| Psathyrostachys huashanica \| \| \| \| \| \| Psathyrostachys juncea \| \| \| \| \| \| Psathyrostachys kronenburgii \| \| \| \| \| \| Psathyrostachys lanuginosa \| \| \| \| \| \| Psathyrostachys rupestris \| \| \| \| \| \| Psathyrostachys scabriphylla \| \| \| \| \| \| Psathyrostachys stoloniformis \| \| \| \| |
|                 | \| \| Psathyrostachys caduca \| \| \| \| \| \| Psathyrostachys daghestanica \| \| \| \| \| \| Psathyrostachys fragilis \| \| \| \| \| \| Psathyrostachys huashanica \| \| \| \| \| \| Psathyrostachys juncea \| \| \| \| \| \| Psathyrostachys kronenburgii \| \| \| \| \| \| Psathyrostachys lanuginosa \| \| \| \| \| \| Psathyrostachys rupestris \| \| \| \| \| \| Psathyrostachys scabriphylla \| \| \| \| \| \| Psathyrostachys stoloniformis \| \| \| \| |
|                 | Psathyrostachys caduca |
|                 | |
|                 | Psathyrostachys daghestanica |
|                 | |
|                 | Psathyrostachys fragilis |
|                 | |
|                 | Psathyrostachys huashanica |
|                 | |
|                 | Psathyrostachys juncea |
|                 | |
|                 | Psathyrostachys kronenburgii |
|                 | |
|                 | Psathyrostachys lanuginosa |
|                 | |
|                 | Psathyrostachys rupestris |
|                 | |
|                 | Psathyrostachys scabriphylla |
|                 | |
|                 | Psathyrostachys stoloniformis |
|                 | |

## Bildgalleri

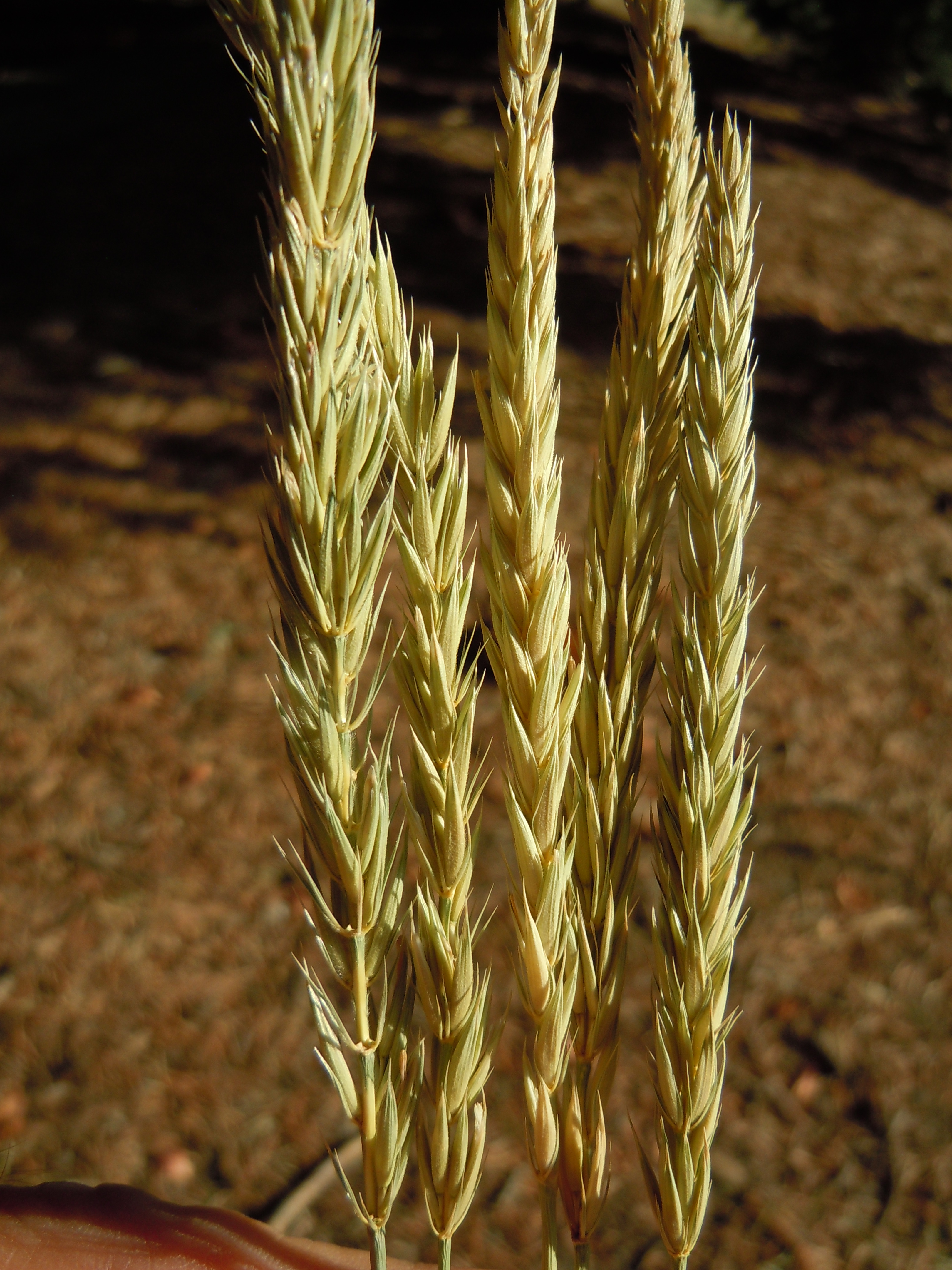
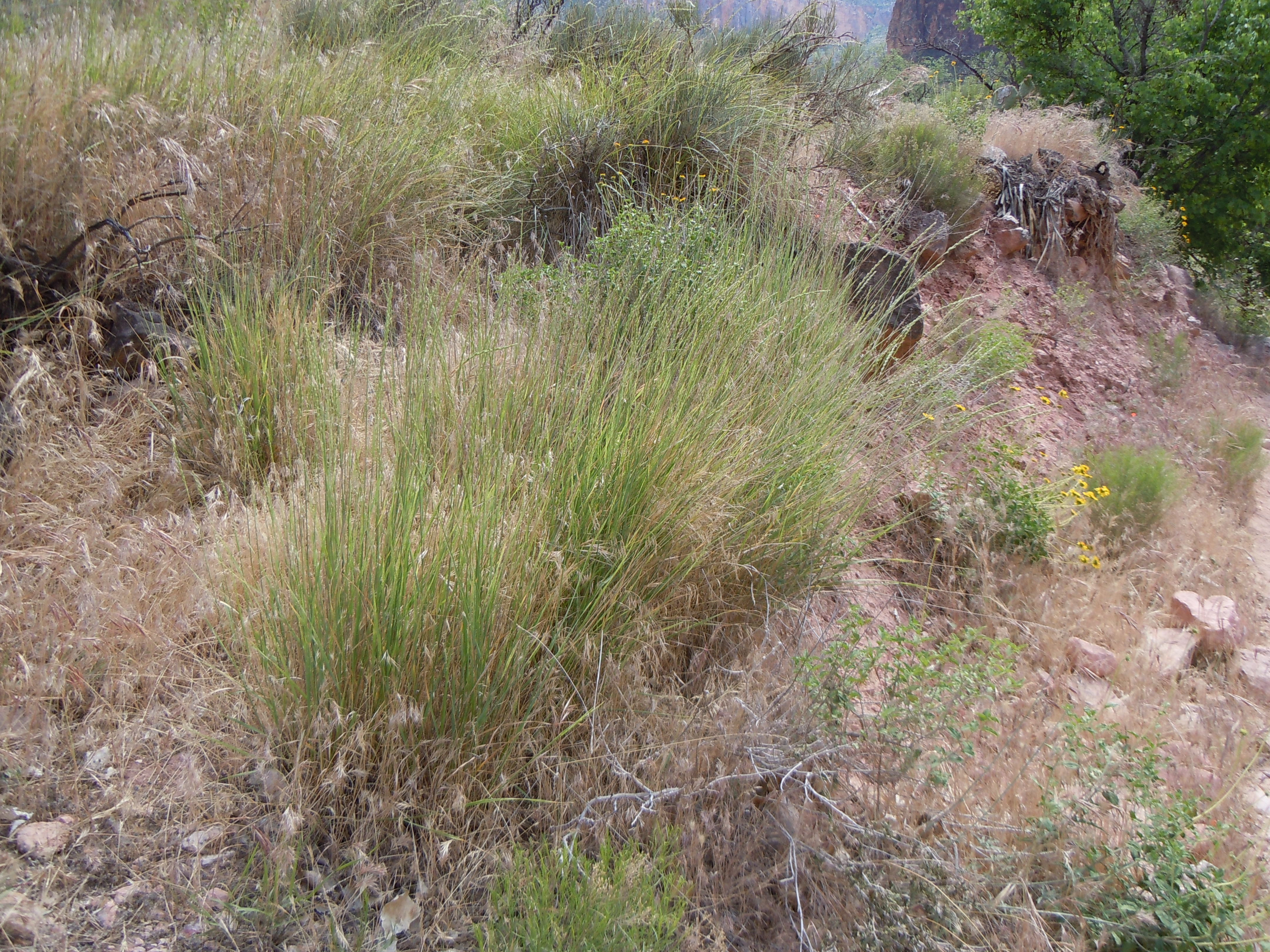
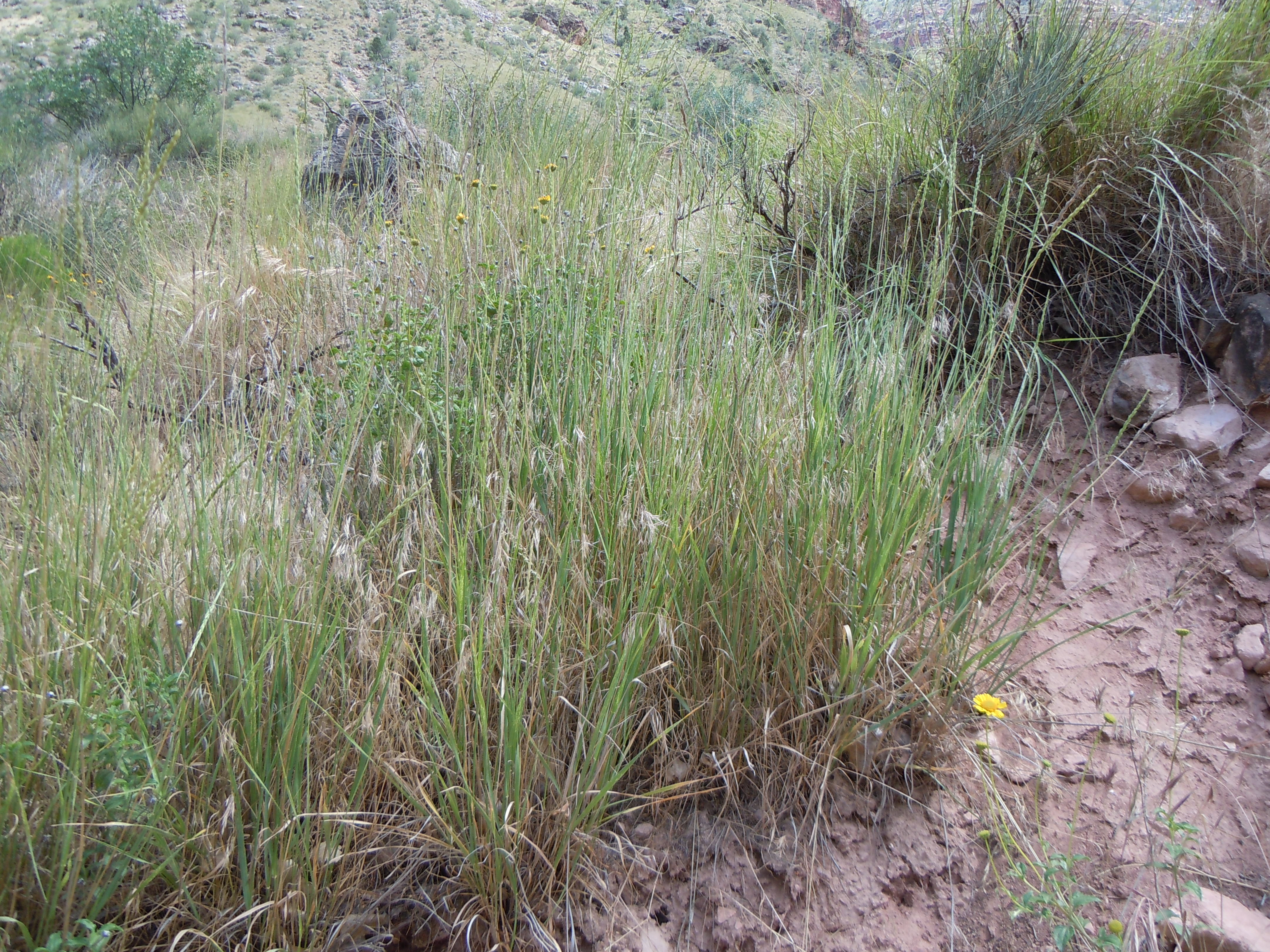
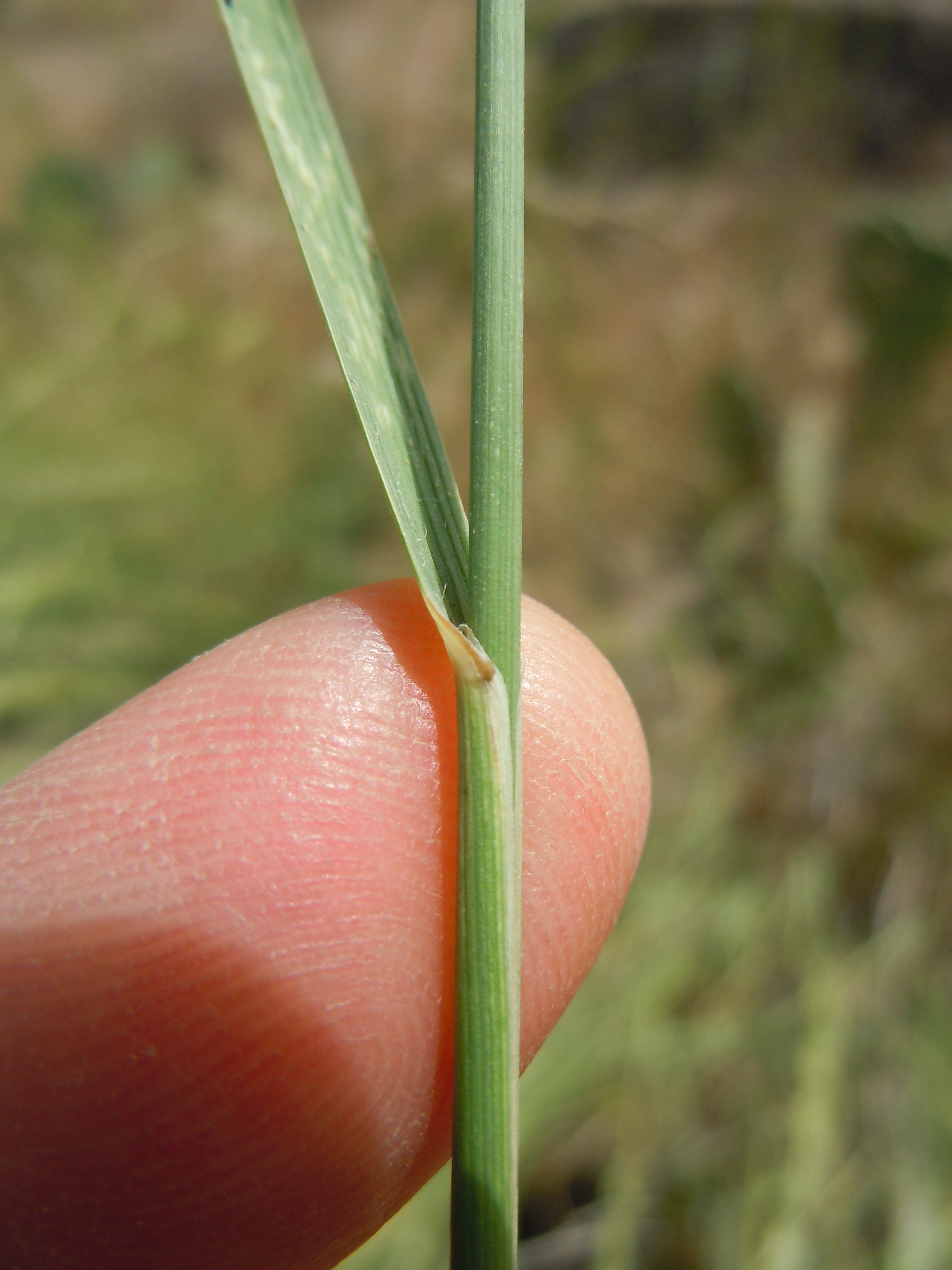
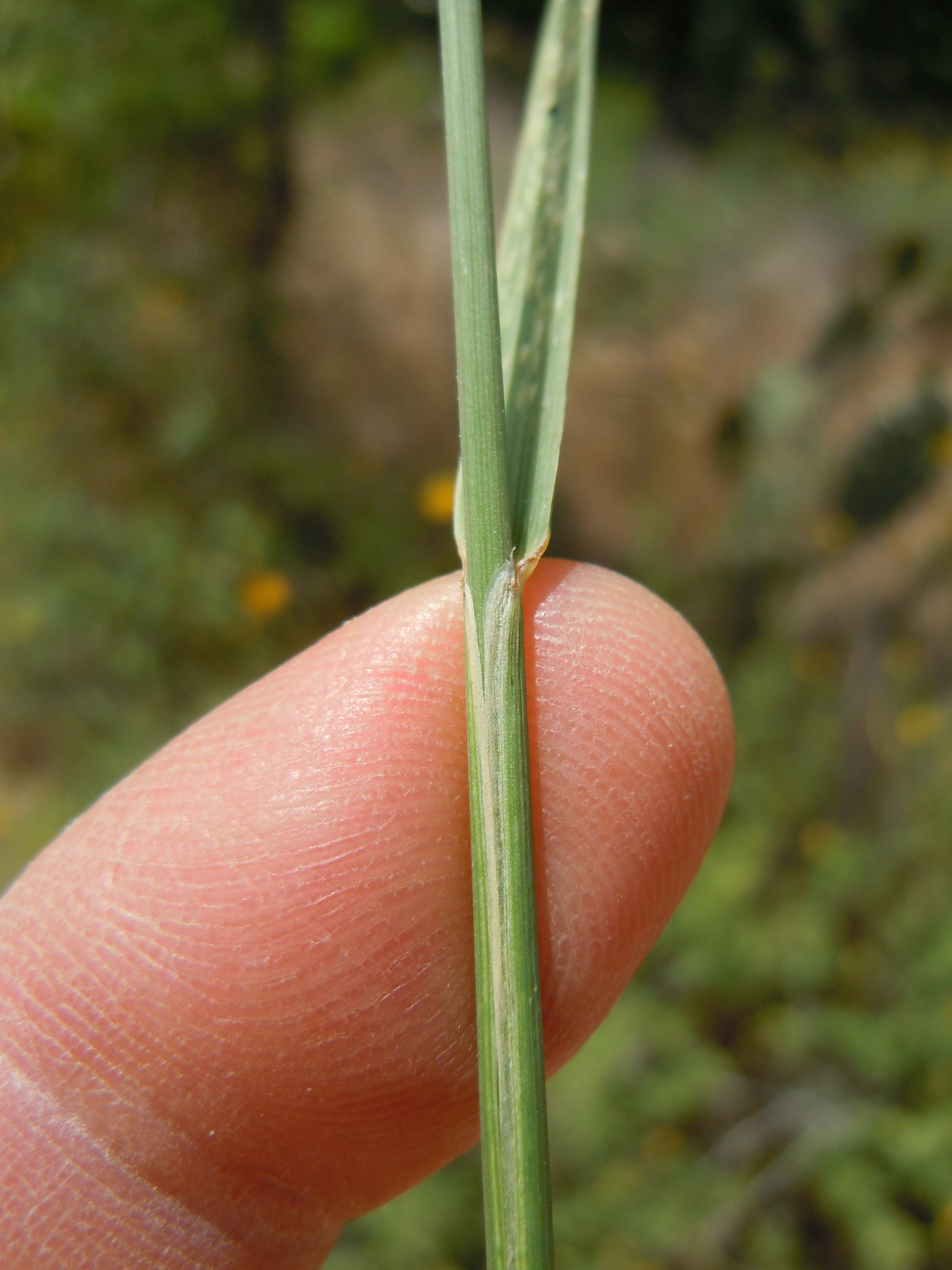
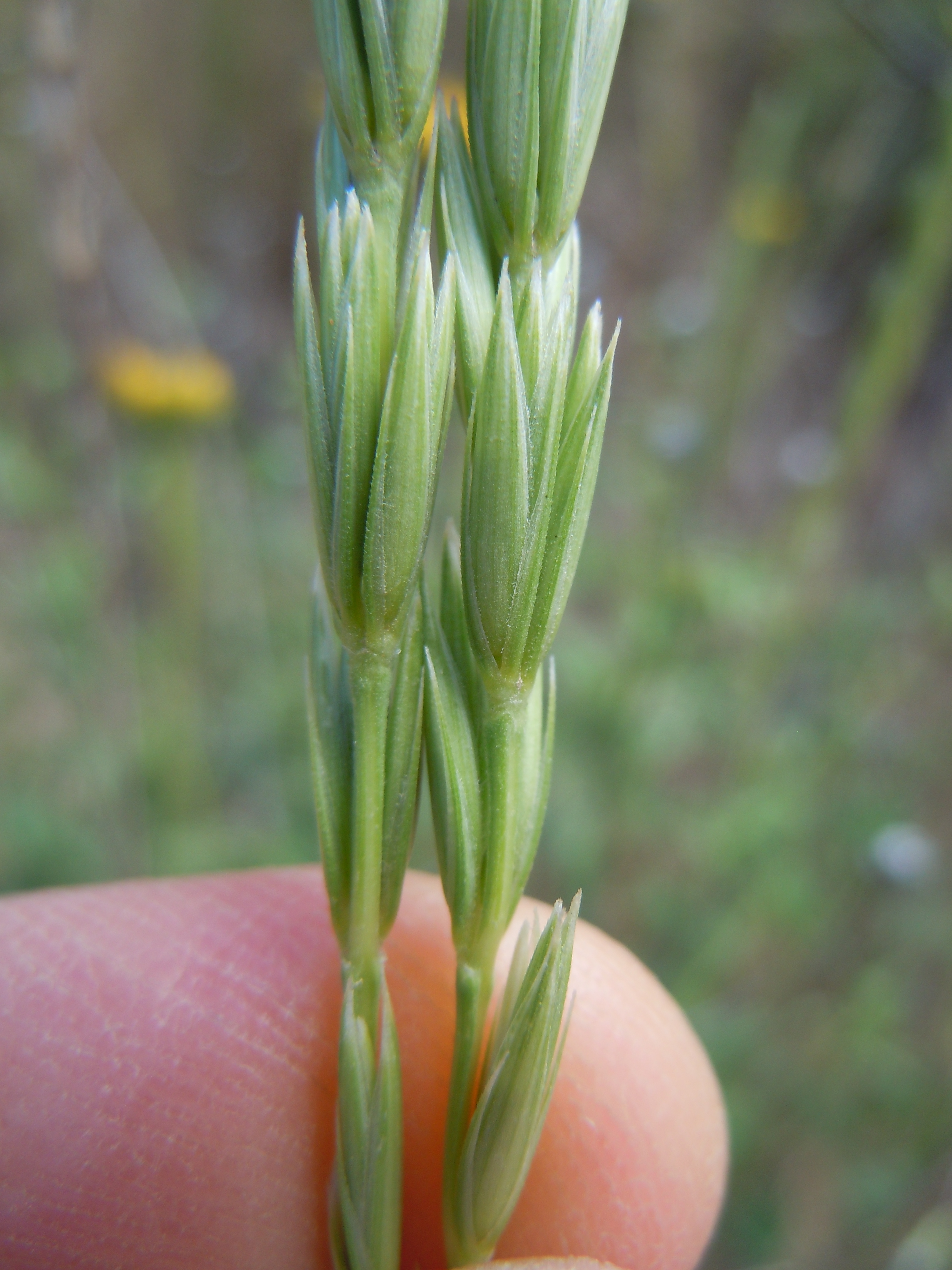